# Joonas Suotamo
Joonas Viljami Suotamo (pronunciado [ˈjoːnɑs ˈsuotɑmo]; Espoo, 3 de outubro de 1986) é um ator finlandês e ex-jogador de basquete profissional. Ele é mais conhecido por seu papel como Chewbacca na saga Star Wars, assumindo o papel de Peter Mayhew, primeiro como um dublê de corpo, com Star Wars: The Force Awakens (2015), e mais tarde como o protagonista em Star Wars: The Last Jedi (2017) e Solo: A Star Wars Story (2018).

## Educação
Suotamo nasceu em Espoo, Uusimaa, Finlândia. Quando jovem, ele desempenhou papéis como ator de teatro. Suotamo frequentou a Universidade Estadual da Pensilvânia (PSU) e jogou como ala-pivô e pivô do Penn State Nittany Lions. Com interesses desde criança em música, artes e filmes, ele estudou cinema e vídeo na PSU. Ele era um forte performer acadêmico na Penn State, onde foi duas vezes nomeado para a equipe de Academic All-Big Ten, e se formou em 3 anos e meio com um diploma de Bacharel em dezembro de 2008, a fim de cumprir seu serviço de recrutamento finlandês e perseguir um carreira no cinema.

## Carreira de basquete

### Carreira em clube
Suotamo jogou sete temporadas nas ligas de basquete da Finlândia, incluindo quatro temporadas no Korisliiga de primeira linha. Ele também vendeu seguro.

### Carreira na equipe nacional
Suotamo jogou três partidas pelo time de basquete nacional da Finlândia e sessenta e seis jogos pelas seleções juniores.

## Atuação
Suotamo é um ator e músico, mas seus limites de altura são papéis de ator e ele também está se concentrando na direção. Ele era um dublê de corpo para o personagem Chewbacca interpretado por Peter Mayhew em Star Wars: The Force Awakens, e o interpretou em Star Wars: The Last Jedi, com Mayhew como consultor. Ele reprisou seu papel como Chewbacca em Solo: A Star Wars Story (2018). Com o falecimento de Peter Mayhew em 02 de maio de 2019, Joonas assumiu definitivamente o papel de Chewbacca.

## Filmografia

### Televisão e Cinema
| Ano  | Título                                         | Papel     | Notas                                |
| ---- | ---------------------------------------------- | --------- | ------------------------------------ |
| 2015 | Star Wars: The Force Awakens                   | Chewbacca | Papel compartilhado com Peter Mayhew |
| 2017 | Star Wars: The Last Jedi                       | Chewbacca |                                      |
| 2018 | Solo: A Star Wars Story                        | Chewbacca |                                      |
| 2019 | Star Wars: Episódio IX - The Rise of Skywalker | Chewbacca |                                      |
| 2024 | The Acolyte                                    | Kelnacca  |                                      |